# Muchołówka złotobrewa
Muchołówka złotobrewa (Ficedula narcissina) – gatunek małego, wędrownego ptaka z rodziny muchołówkowatych (Muscicapidae). Występuje we wschodniej Azji, zimuje na wyspach Azji Południowo-Wschodniej. Nie jest zagrożony wyginięciem.

## Systematyka
Obecnie (2024) muchołówka złotobrewa uznawana jest za gatunek monotypowy. Dawniej jako jej podgatunki klasyfikowane były: muchołówka zielonawa (Ficedula elisae) oraz muchołówka żółtawa (Ficedula owstoni), obecnie uznawane za osobne gatunki.

## Zasięg występowania
Muchołówka złotobrewa w sezonie lęgowym zamieszkuje wybrzeże Kraju Nadmorskiego, Sachalin, południowe Wyspy Kurylskie i Japonię (z wyjątkiem Riukiu); zimuje na wyspie Hajnan, Filipinach i Borneo.

## Morfologia
Długość ciała 13–13,5 cm, rozpiętość skrzydeł 22–24 cm. Osiągają masę ciała 11–12 g. Samice mają ubarwienie beżowo-brązowe, rdzawe skrzydła i podwójne obramowanie oczu.

## Tryb życia
Głównym pożywieniem są owady i gąsienice, regularnie zjada też nieco owoców, w tym jagód. Samica składa od 2 do 5 jaj. Wysiadywanie trwa 12–13 dni i zajmuje się nim wyłącznie samica.

## Status
W Czerwonej księdze gatunków zagrożonych IUCN muchołówka złotobrewa klasyfikowana jest jako gatunek najmniejszej troski (LC, Least Concern). Liczebność populacji wstępnie szacowana jest na 20–50 tysięcy dorosłych osobników. Trend liczebności populacji oceniany jest jako spadkowy.